# 大苞短毛唇柱苣苔
大苞短毛唇柱苣苔（学名：Chirita brachytricha var. magnibracteata）为苦苣苔科唇柱苣苔属下的一个变种。

## 扩展阅读
- 維基物種上的相關：大苞短毛唇柱苣苔